# Emilio Segura
Emilio Segura, (nacido circa 1946 en Madrid - 3 de agosto de 2015) fue un jugador de baloncesto español.  
Formado en las categorías inferiores del Estudiantes, junto con Aíto García Reneses y Vicente Ramos se proclamaría campeón de España Juvenil en el año 1963-1964, venciendo al Real Madrid, en el que jugaban Carlos Sevillano y Carlos Luquero.
Medía 1.78 y destacaba por unas tremendas facultades físicas, velocidad y capacidad de salto que lo convirtieron en un gran estilete del clásico juego del Estudiantes de contraataque durante las 4 temporadas que se mantuvo en el primer equipo.

## Las míticas canastas de Segura
El momento estelar en su carrera deportiva ocurrió precisamente en su último partido como jugador del CB Estudiantes el 19 de marzo de 1967, en la mítica Nevera del Instituto Ramiro de Maeztu, el Estu ya estaba clasificado como tercero de la temporada, pero todavía estaba por dilucidar el campeón, si ganaba el Real Madrid, el título sería para ellos, si perdían sería para el Joventut. Dos canasta suyas en el final del partido, la primera después  de un robo de balón sobre José Ramón Ramos y la otra después de dos fallos de tiro libre de Clifford Luyk supuso la liga para el Joventut.  Al año siguiente el Estudiantes fue recibido con una gran ovación en Badalona y los jugadores fueron premiados con una maquinilla de afeitar de un patrocinador de la Penya, Segura no recibió el regalo, ya que al año siguiente jugaba en el  Canoe.